# 威爾遜斯米爾斯鎮區 (北卡羅萊納州約翰斯頓縣)
威爾遜斯米爾斯鎮區（英語：Wilsons Mills Township）是位於美國北卡羅萊納州約翰斯頓縣的一個鎮區。

## 地方資料
威爾遜斯米爾斯鎮區的面積為52.06平方千米，皆為陸地。根據2020年美國人口普查的數據，當地共有人口7851人，而人口密度為每平方千米150.81人。